# IIHF Challenge Cup of Asia 2010 (ženy)
IIHF Challenge Cup of Asia 2010 (ženy) byl turnaj v ledním hokeji žen, který se konal od 10. dubna do 14. dubna 2010 v hale International Ice Hockey Arena v Šanghaji v Číně. Turnaje se zúčastnila čtyři družstva, která hrála jednokolově každé s každým, poté první dvě družstva hrála finále a třetí a čtvrté o 3. místo. Vítězství si připsali domácí hráčky Číny před hráčkami Japonska a Severní Koreje.

## Výsledky

### Základní skupina
|    |               | Čína 1 | Japonsko | Severní Korea | Čína 2 | V | R | P | VG | OG | B |
| F  | Čína 1        | ***    | 8:0      | 8:3           | 13:1   | 3 | 0 | 0 | 29 | 4  | 9 |
| F  | Japonsko      | 0:8    | ***      | 5:2           | 7:2    | 2 | 0 | 1 | 12 | 12 | 6 |
| o3 | Severní Korea | 3:8    | 2:5      | ***           | 6:3    | 1 | 0 | 2 | 11 | 16 | 3 |
| o3 | Čína 2        | 1:13   | 2:7      | 3:6           | ***    | 0 | 0 | 3 | 6  | 26 | 0 |

#### Finále a zápas o 3. místo
|    | Finále        | Čína 1        | Japonsko |
| 1. | Čína 1        | ***           | 2:1      |
| 2. | Japonsko      | 1:2           | ***      |
|    | o 3. místo    | Severní Korea | Čína 2   |
| 3. | Severní Korea | ***           | 3:0      |
| 4. | Čína 2        | 0:3           | ***      |